# Ricardo Pozas Arciniega
Ricardo Pozas Arciniega (Amealco, Querétaro, 4 de mayo de 1912 – Ciudad de México, 19 de enero de 1994) fue un distinguido antropólogo, investigador e indigenista mexicano. Discípulo del etnólogo Paul Kirchhoff fue un observador cuidadoso de las culturas indígenas mexicanas. Casado con la antropóloga y profesora universitaria Isabel Horcasitas de Pozas, fueron padres de Ricardo, Jorge Luis, Rocío e Iris, todos de apellidos Pozas Horcasitas.

## Biografía

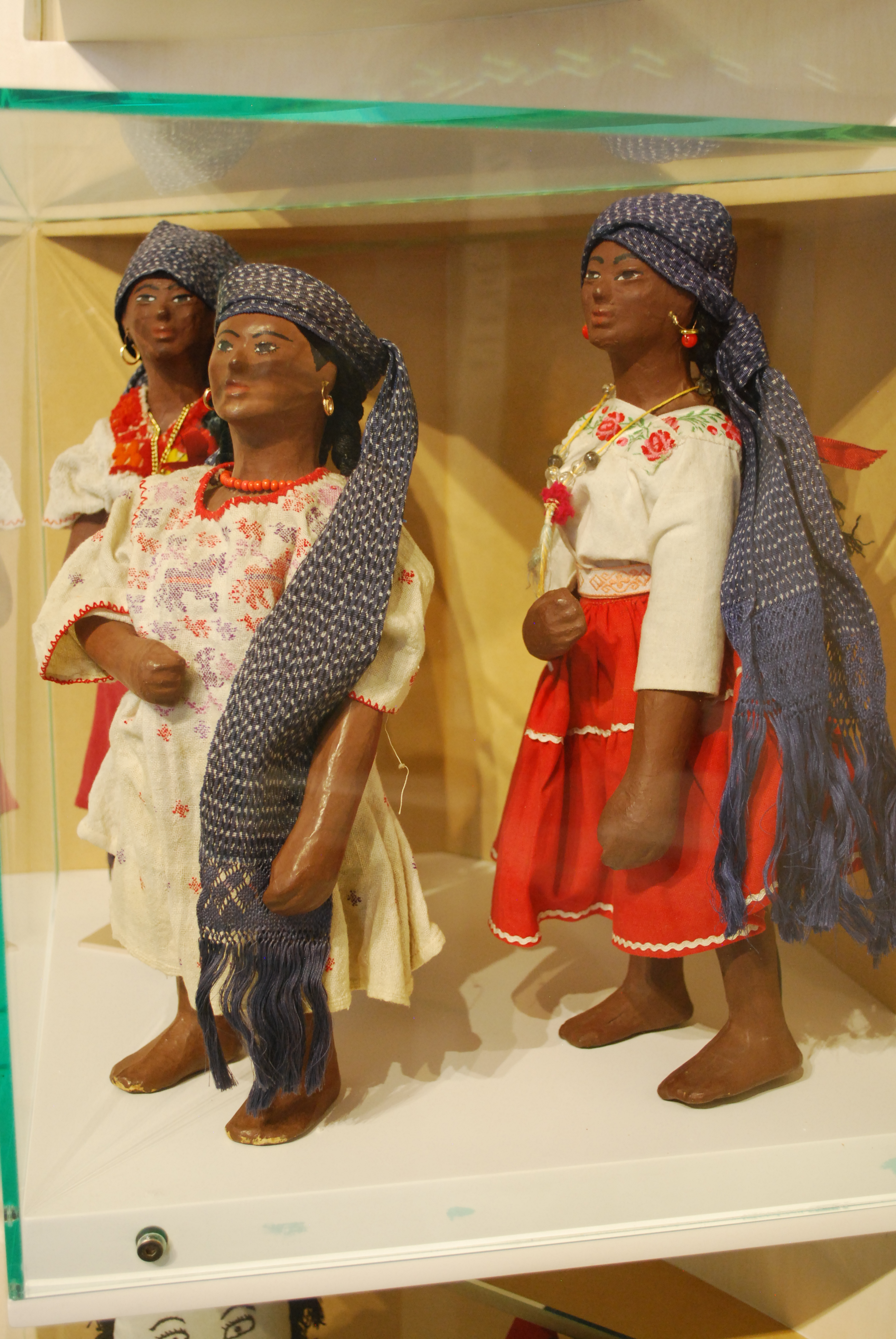
Las culturas tradicionales del centro de Querétaro despertaron en Ricardo Pozas su vocación etnológica

Pozas Arciniega realizó sus primeros estudios profesionales en la Escuela Normal de San Juan del Río, en su estado natal, de donde egresó como maestro rural y trabajó como maestro rural en varios pueblos de su estado:“Y fue donde se despertó en mí el interés por los grupos rurales, por la población indígena”
Emigró a la Ciudad de México, donde estudió en las Escuelas Nacional de Maestros y en Antropología e Historia, donde formó parte de la primera generación de antropólogos egresados de la escuela. 
En 1938-1939 asistió al seminario de marxismo organizado por su maestro Paul Kirchhoff en su domicilio. En ellos, reforzó su inclinación por el marxismo como marco teórico para explicar las relaciones sociales y la lucha de clases. Fue uno de los discípulos más cercanos del etnólogo.
En 1942 formó parte, junto con otros futuros antropólogos, de un proyecto de investigación en los Altos de Chiapas, bajo la dirección del doctor Sol Tax, antropólogo de la Universidad de Chicago. Posteriormente, hizo otros estudios en esa región, junto con los también antropólogos Calixta Guiteras y Femando Cámara Barbachano. 

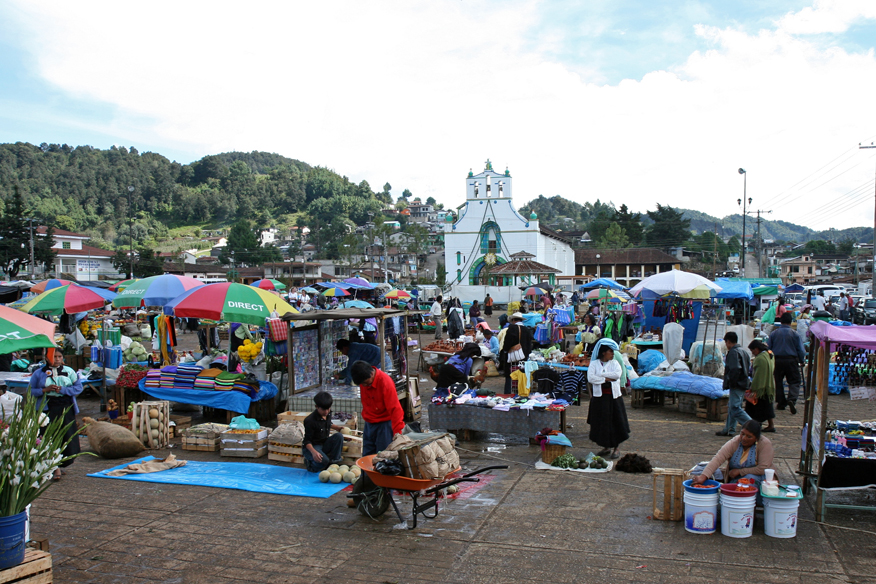
Mercado de San Juan Chamula, población que fue objeto de los estudios de Ricardo Pozas Arciniega

Como etnólogo laboró en el Museo Nacional de Antropología y como investigad

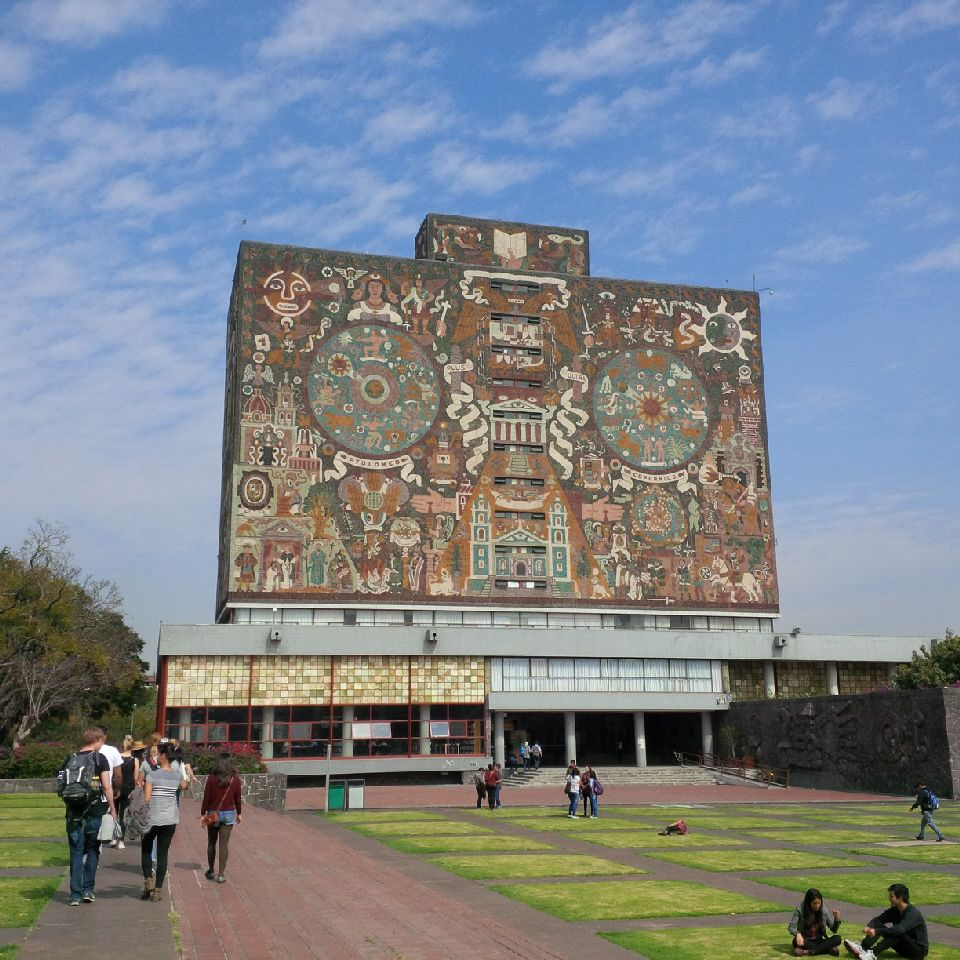
Ciudad Universitaria (CU) en Coyoacán fue el campus de la UNAM donde Ricardo Pozas Arciniega formó muchas generaciones de sociólogos

En la UNAM, invitado por el doctor Pablo González Casanova fue profesor fundador de la Escuela de Ciencias Políticas y Sociales, donde obtuvo el posgrado en Sociología y
fue maestro de tiempo completo. Ahí creó los Talleres de Investigación Sociológica, donde hizo que los alumnos de los años 1960s participaran en investigaciones de campo en lugares entonces tan lejanos como la Sierra Tarahumara, en Chihuahua, San Juan Chamula, Chiapas y Tlaxiaco, Oaxaca. 

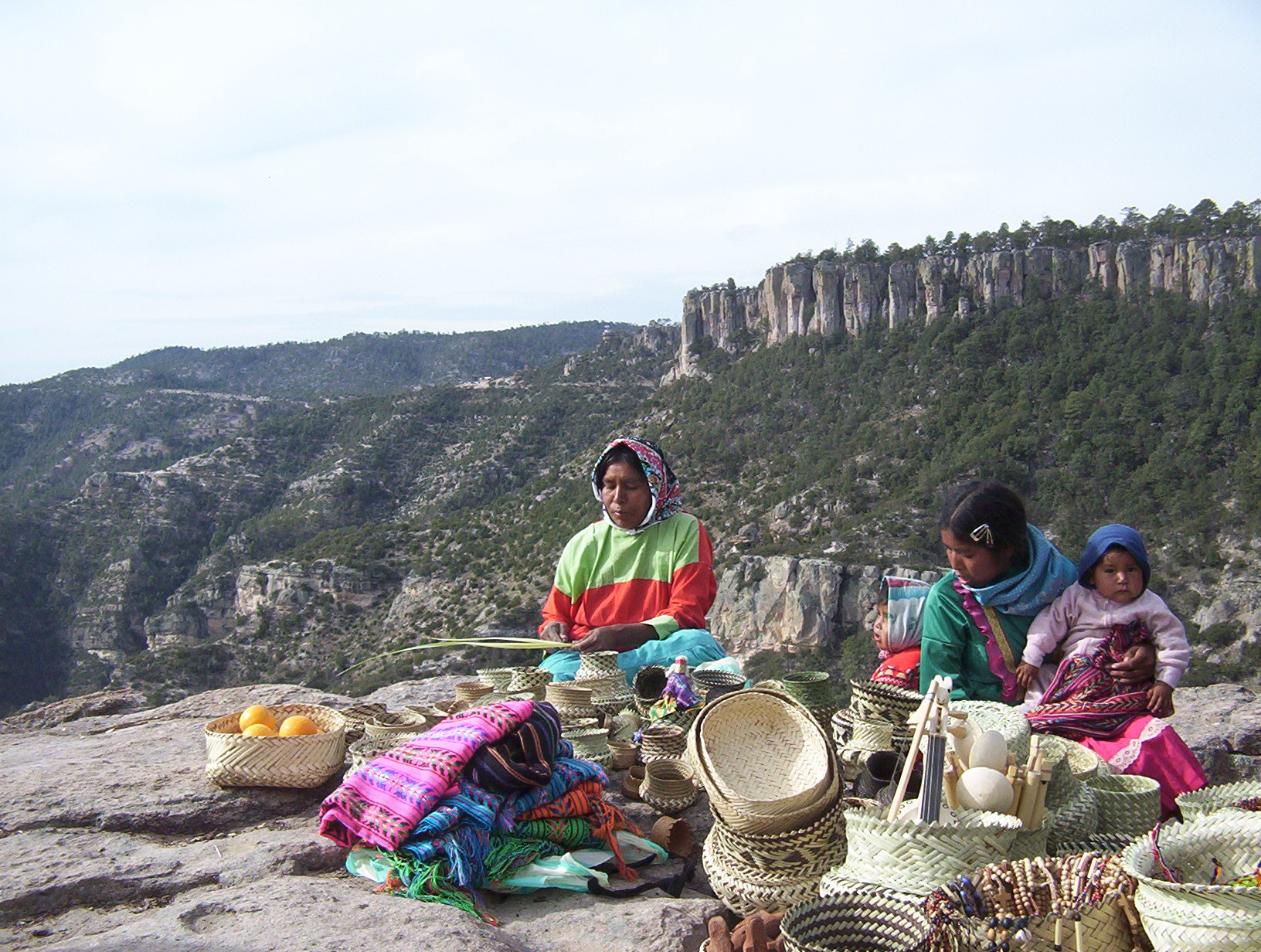
La cultura tarahumara era objeto de estudio en los Talleres de Investigación Sociológica de Ricardo Pozas Arciniega

Su actividad en la Universidad siempre estuvo ligada a la enseñanza y la investigación. Fundó la revista Acta Sociológica, cuyo objetivo era la publicación de trabajos de investigación realizados por alumnos de la carrera de sociología de dicho plantel universitario.
Al final de su vida y como reconocimiento a su trayectoria y a su entrega en la investigación antropológica, social y cultural de los pueblos indígenas de México, obtuvo las medallas Manuel Gamio  al Mérito Universitario.

## Dos clásicos de antropología
Ricardo Pozas Arciniega fue autor de varios libros, dos de los cuales son considerados clásicos de la antropología mexicanaː Juan Pérez Jolote, biografía de un tzotzil (1948), y Chamula, un pueblo indio de los altos de Chiapas. Como Juan Pérez Jolote, es la narración del único personaje, se ha representado varias veces como monólogo teatral. La originalidad para presentar un estudio de caso antropológico le dio gran prestigio dentro y fuera del ámbito académico.  El propio Pozas declaróː "lo que a mi me interesaba no era escribir estudios para las bibliotecas, o para las gentes que estaban dedicadas al estudio de la antropología, sino escribía cosas que llegaran al público más amplio, que todo el mundo se diera cuenta de las condiciones
en que viven los grupos indígenas, algo que pudieran leer ellos, que pudieran servir como denuncia..." 
'Chamula, un pueblo indio de los altos de Chiapas está considerada una obra clásica de la etnografía mexicana. Su primera edición es de 1959 y fue publicada por el Instituto Nacional Indigenista. Amparado en su formación etnológica, examinó todos los aspectos relacionados con ese pueblo: características físicas y climatológicas del entorno, su patrón de asentamiento, su indumentaria, idioma y la herencia de los bienes materiales. Su hipótesis de trabajo, que prueba en su investigación, es la explotación de los indios. En la parte dedicada a los aspectos económicos destaca la importancia de la tecnología “como base de la producción y las relaciones sociales que surgen de las formas de producción.” Cuando estudia los vínculos de la economía indígena con las relaciones capitalistas de producción, "enfatiza el papel del mercado y el comercio, sobre todo el relacionado con la tierra. También hace referencia a los mecanismos de explotación que sufren los indios cuando trabajan fuera del Municipio de Chamula o en las plantaciones de café." 

## Obras
- Juan Pérez Jolote, biografía de un tzotzil. Mexico: Fondo de Cultura Económica, 1952.
- El desarrollo de la comunidad : técnicas de investigación social. Mexico: Universidad Nacional Autónoma de México, 1961.
- Los mazatecos y Chamula, un pueblo indio de los altos de Chiapas. Mexico: Fondo de Cultura Económica.
- "Etnografía de los mazatecos". En Revista Mexicana de Estudios Antropológicos, v. XVI. Sociedad Mexicana de Antropología, 1960.
- Chamula. Mexico: Instituto Nacional Indigenista, 1977. ISBN 968-822-076-0
- La Política Indigenista en México, con Gonzalo Aguirre Beltrán. Mexico: Instituto Nacional Indigenista, 1981.
- Los Indios en las clases sociales de México, con Isabel Horcasitas de Pozas. Mexico: Siglo XXI, 1985.